# Велика Јасеновача
Велика Јасеновача је насељено мјесто града Грубишног Поља, у Бјеловарско-билогорској жупанији, Република Хрватска.

## Географија
Велика Јасеновача се налази око 8 км сјеверозападно од Грубишног Поља.

## Становништво
Према попису становништва из 2011. године, насеље Велика Јасеновача је имало 58 становника.
| Демографија | Демографија | Демографија |
| Година      | Становника  | Становника  |
| ----------- | ----------- | ----------- |
| 1961.       | 283         |             |
| 1971.       | 246         |             |
| 1981.       | 165         |             |
| 1991.       | 102         |             |
| 2001.       | 76          |             |
| 2011.       |             | 58          |